# Ричард Нормандский
Ри́чард Норма́ндский (около 1054, Нормандия — не ранее 1069 и не позднее 1075, Нью-Форест, Гэмпшир) — второй сын короля Англии Вильгельма Завоевателя и Матильды Фландрской.
Между 1069 и 1075 Ричард погиб в результате несчастного случая на охоте в Нью-Форесте. Он был похоронен в Уинчестерском соборе. По иронии судьбы его младший брат, король Вильгельм II и племянник, которого также звали Ричард, также погибли в Нью-Форесте двадцать пять лет спустя.
Ричарда иногда называют герцогом Берне, как если бы Берне было частью континентальных владений его отца; это ошибка, основанная на неправильном толковании надписи на его могиле XVI века, которая также предназначалась для графа Беорна, племянника Кнуда Великого.